# 팜뚜언
팜뚜언(베트남어: Phạm Tuân, 1947년 2월 4일 ~ )은 베트남의 군인, 우주인이다. 1965년 베트남 민주 공화국(북베트남) 공군에 입대한 뒤부터 베트남 전쟁에 참전했으며 북베트남 공군 중장을 역임했다.
1980년 7월 23일에 발사된 소련의 우주선인 소유스 37호에서 소련의 우주인인 빅토르 바실리예비치 고르밧코(Ви́ктор Васи́льевич Горбатко́)와 함께 탑승하면서 아시아 최초의 우주인이 되었다. 베트남에서는 호찌민 훈장을 받았고 소련에서는 레닌 훈장, 소비에트 연방영웅 칭호를 받았다.